# Gouvernement Rafah
Das Gouvernement Rafah (arabisch محافظة رفح, DMG Muḥāfaẓat Rafaḥ) ist ein Gouvernement Palästinas bzw. der Palästinensischen Autonomiebehörde im südlichsten Teil des Gazastreifens. Die Bezirkshauptstadt oder Muhfaza ist die Stadt Rafah an der Grenze zu Ägypten. Nach Angaben des palästinensischen Zentralamts für Statistik hatte das Gouvernement in der Jahresmitte 2016 eine Einwohneranzahl von 233.490. Im südlichen Teil des Gouvernements befindet sich der stillgelegte internationale Flughafen Jassir Arafat.
Während des Kriegs in Israel und Gaza wurden nach Angaben von Der Spiegel unter Berufung auf Satellitendaten im Bezirk Rafah 22 bis 32 % aller Gebäude und Agrarflächen zerstört (Stand Februar 2024).

## Städte, Dörfer und Flüchtlingslager
- Rafah (Bezirkshauptstadt)
- al-Bayuk
- al-Mawasi
- al-Qarya as-Suwaidiyya
- Shokat as-Sufi
- Flüchtlingslager Rafah
- Flüchtlingslager Tall as-Sultan

### Internationaler Flughafen Gaza
Im Süden des Gouvernement Rafah befand sich der Internationale Flughafen Jassir Arafat. Der Flughafen war der einzige für Verkehrsflugzeuge in den palästinensischen Autonomiegebieten. Die Einrichtung wurde am 24. November 1998 eröffnet und der Flughafen wurde von der Palästinensischen Zivilluftfahrtbehörde unter Aufsicht der israelischen Regierung betrieben. Es konnten 700.000 Passagiere pro Jahr abgefertigt werden und seine Gesamtfläche betrug 450 Hektar. Der Flugplatz diente als Basis der Palästinensischen Fluggesellschaft.
Alle Passagierflüge wurden im Februar 2001 während der Zweiten Intifada eingestellt. Israel bombardierte am 4. Dezember 2001 den Flughafen, wodurch der Flughafen funktionsunfähig wurde.

## Demografie
| Name           | 2017   | 2018   | 2019   | 2020   | 2021   | 2022   | 2023   | 2024   | 2025   | 2026   |
| Rafah          | 169851 | 175057 | 180354 | 185735 | 191185 | 196710 | 202320 | 208007 | 213778 | 219632 |
| Rafah Camp     | 36115  | 37221  | 38348  | 39492  | 40651  | 41825  | 43018  | 44227  | 45454  | 46699  |
| Al-Nnaser      | 8877   | 9149   | 9426   | 9707   | 9992   | 10281  | 10574  | 10871  | 11173  | 11479  |
| Shokat as-Sufi | 16249  | 16747  | 17254  | 17769  | 18290  | 18819  | 19355  | 19899  | 20451  | 21011  |
| Rafah Gov.     | 231092 | 238174 | 245382 | 252703 | 260117 | 267635 | 275267 | 283005 | 290856 | 298821 |